# Laverne (nome)
Laverne  è un nome proprio di persona inglese maschile e femminile.

## Varianti
- Maschili: Lavern[1][2]
- Femminili: Lavern[1][2], Laverna[2]

## Origine e diffusione
Riprende il cognome inglese Laverne o Lavergne, basato a sua volta su vari toponimi francesi riconducibili al termine gallico vern ("ontano"), la stessa radice a cui risalgono anche i nomi Vere e Vernon. Occasionalmente, viene anche ricondotto al termine latino vernus ("primavera") o al nome di Laverna, dea romana dei ladri e degli impostori (la cui etimologia è sconosciuta).

## Onomastico
Il nome non è portato da alcun santo, quindi è adespota. Si può festeggiarne l'onomastico il 1º novembre, ad Ognissanti.

## Persone

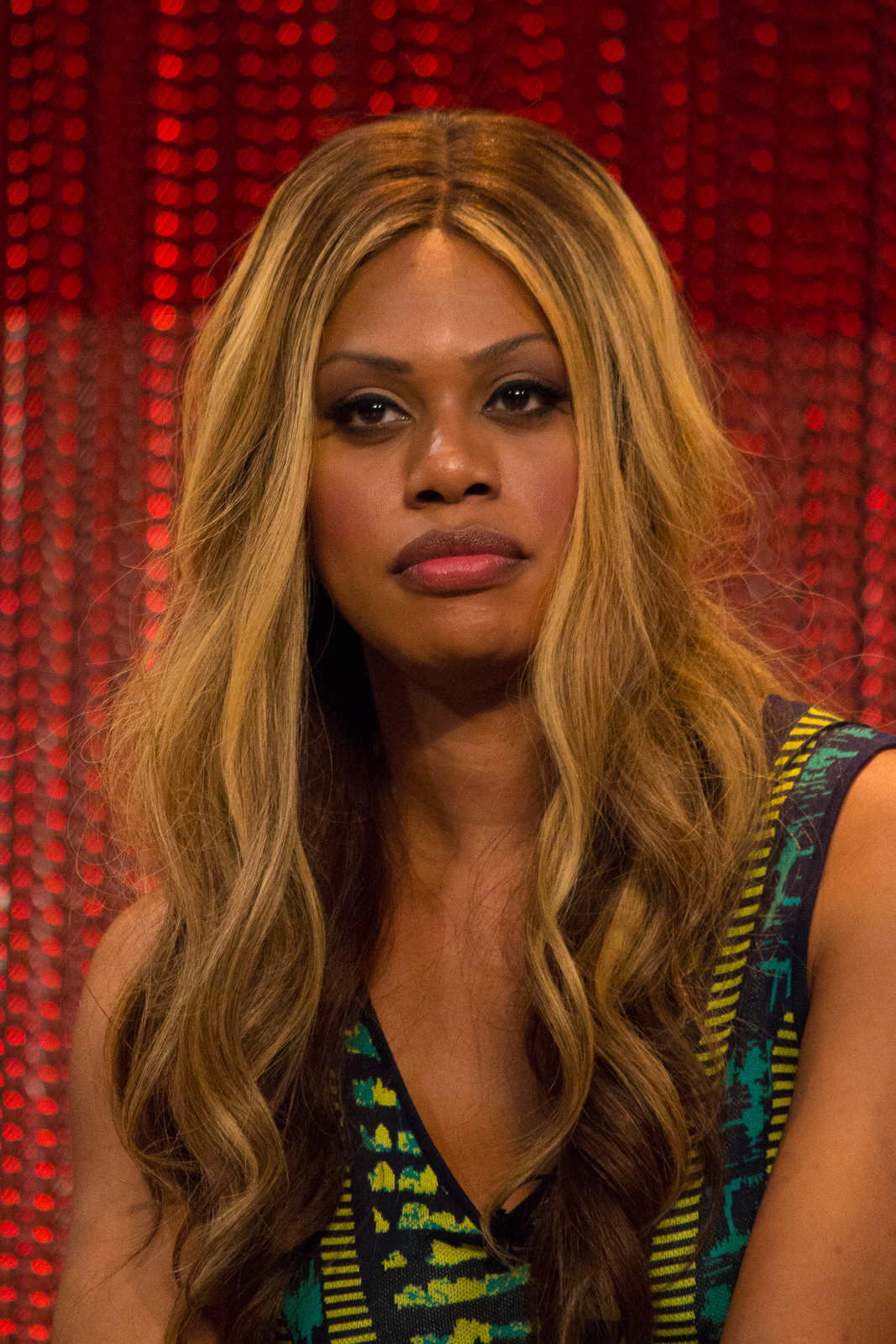
Laverne Cox

### Femminile
- Laverne Cox, attrice, personaggio televisivo, produttrice televisiva e attivista statunitense
- LaVerne Jones-Ferrette, velocista americo-verginiana
- Laverne Scott Caldwell, attrice statunitense

## Il nome nelle arti
- Laverne DeFazio è un personaggio della sit-com Laverne & Shirley.
- Laverne Hooks è un personaggio della serie cinematografica Scuola di polizia.
- Laverne Roberts è un personaggio della serie televisiva Scrubs - Medici ai primi ferri.
- Laverne, personaggio del film d'animazione Disney, Il gobbo di Notre-Dame.